# Kei Nakano
Kei Nakano (中野 圭 Nakano Kei?), född 21 januari 1988 i Ehime prefektur, är en japansk före detta fotbollsspelare.
Nakano började sin karriär 2010 i Montedio Yamagata. Efter Montedio Yamagata spelade han för Sagawa Printing Kyoto och FC Imabari. Han avslutade karriären 2015.